# مراد بيغي خلف (الريف الغربي)
مراد بيغي خلف (بالفارسية: مرادبیگی‌خلف) هي منطقة سكنية تقع في إيران في قسم الريف الغربي الريفي.